# 清陽県 (河北省)
清陽県（せいよう-けん）は中華人民共和国河北省にかつて存在した県。現在の邢台市清河県北西部に相当する。
前漢により清河県南東部に設置される。後漢により廃止されたが、西晋により再設置された。唐代になると開元年間に清河県北西部に県治が遷される。1071年（熙寧4年）、宋朝により廃止された。